# Charnoz-sur-Ain
Charnoz-sur-Ain är en kommun i departementet Ain i regionen Auvergne-Rhône-Alpes i östra Frankrike. Kommunen ligger  i kantonen Meximieux som ligger i arrondissementet Bourg-en-Bresse. Kommunens areal är 6,62 km². År 2022 hade Charnoz-sur-Ain 925 invånare.

## Befolkningsutveckling
Antalet invånare i kommunen Charnoz-sur-Ain
Referens: INSEE